# Chasmatopterus uxorum
Chasmatopterus uxorum é uma espécie de insetos coleópteros polífagos pertencente à família Melolonthidae.
A autoridade científica da espécie é Baraud & Branco, tendo sido descrita no ano de 1985.
Trata-se de uma espécie presente no território português.